# Simtek
Simtek, pełna nazwa Simulation Technology – dawna brytyjska firma badawczo-konstrukcyjna oraz były zespół i konstruktor Formuły 1. Firma Simtek Research Ltd. została utworzona w 1989 roku przez Nicka Wirtha oraz Maksa Mosleya. Po wybudowaniu własnego tunelu aerodynamicznego zaangażowała się w tworzenie projektów i samochodów przeznaczonych do wyścigów w cyklu Formuły 1. W 1990 roku zbudowała samochód dla BMW. W 1993 roku doszło do utworzenia zespołu Simtek Grand Prix Ltd., który w sezonie 1994 zadebiutował w Formule 1. W ciągu całego debiutanckiego sezonu Simtek nie zdobył ani jednego punktu, ponadto podczas Grand Prix San Marino zginął kierowca zespołu – Roland Ratzenberger. W połowie 1995 roku z powodu długów oraz braku sponsorów zespół wycofał się z rywalizacji w Formule 1.

## Początki
Firma Simtek Research Ltd. została założona w sierpniu 1989 roku przez Nicka Wirtha oraz Maksa Mosleya. Początkowo Mosley, po opuszczeniu Leyton House w 1989 roku, chciał zainwestować w rozwiniętą technologicznie firmę wyścigową, ale po namowie Marka Herda (syna Robina) założył z Wirthem w jego biurze firmę Simtek, której celem było zapewnienie niedrogich usług dotyczących projektowania, badań i rozwoju na najwyższym możliwym poziomie. Siedziba firmy znajdowała się w Banbury.
Firma wybudowała tunel aerodynamiczny i dzięki koneksjom Mosleya w 1990 roku zaprojektowała samochód BMW S192, który firma BMW planowała wystawić w Mistrzostwach Świata Formuły 1. Gdy BMW zrezygnowało z uczestnictwa w Formule 1, Simtek w 1991 roku rozwijał dla BMW modele M3 E30 wystawiane w niemieckiej serii wyścigów samochodów turystycznych Deutsche Tourenwagen Meisterschaft.
Innymi klientami Simteka byli między innymi Fédération Internationale du Sport Automobile, rząd Francji oraz Ligier, dla którego Simtek zaprojektował i zbudował tunel aerodynamiczny w Magny-Cours. Firma była również zaangażowana w prace projektowe i doradztwo w Grupie C, IndyCar i Formule 3000. W 1992 roku, po zostaniu prezydentem Fédération Internationale de l’Automobile, Mosley sprzedał Wirthowi swoje udziały w firmie. 
W 1992 roku model BMW S192 został udoskonalony i sprzedany zespołowi Andrea Moda Formula jako Moda S921. Tylko raz kierowcy zespołu udało się zakwalifikować do wyścigu, a w trakcie sezonu właściciel zespołu, Andrea Sassetti, został aresztowany. W 1993 roku zaprojektowano samochód Bravo S931 dla zespołu Team Bravo España, który planował wystartować w Formule 1 w sezonie 1993. Bravo S931 był de facto rozwinięciem Mody S921. Team Bravo España został rozwiązany przed rozpoczęciem sezonu ze względu na śmierć założyciela, Jeana-Pierre'a Mosniera. W sierpniu 1993 roku Wirth zdecydował się na założenie własnego zespołu Formuły 1 i utworzył Simtek Grand Prix Ltd.

## Formuła 1

### 1994
Zespół rozpoczął funkcjonowanie w październiku 1993 roku z budżetem około pięciu milionów funtów i personelem liczącym 35 osób, z czego część osób pracowała wcześniej wspólnie w zespole March Engineering. Wirth postanowił związać się z trzykrotnym mistrzem świata Jackiem Brabhamem, który został konsultantem oraz udziałowcem w Simteku. Wskutek tego ogłoszono, że pierwszym kierowcą zespołu będzie syn Brabhama, David. Australijski kierowca wziął wcześniej udział w 14 Grand Prix sezonu 1990 w zespole Brabham, ale zakwalifikował się do ośmiu wyścigów. Simtek wpłacił wpisowe w wysokości 500 000 dolarów, niezbędne, by zespół znalazł się na liście startowej FIA. Zapewniono sobie także silniki Ford HB, funkcjonujące w Formule 1 od 1989 roku. Silniki te miały pojemność 3497 cm³ i osiągały moc maksymalną 730 KM.
Pierwotny projekt samochodu Simtek S941 zawierał aktywne zawieszenie, ale to rozwiązanie zostało na sezon 1994 zabronione i Simtek musiał wrócić do projektu, który był konserwatywny i który sprawiał, że samochód był za ciężki. Ponadto przestarzałe silniki Ford HB miały niedostatki mocy. W grudniu rozpoczęto testy samochodu, ale zespół nadal nie miał sponsorów i finansowanie zaczęło stanowić spory problem. Stąd też Wirth chciał, by obok Brabhama drugim kierowcą był kierowca, który przyciągnie sponsorów do zespołu. Negocjowano z posiadającym wsparcie Marlboro Andreą de Cesarisem oraz Gilem de Ferranem, za którym stała firma Sadia. Gdy negocjacje z tymi kierowcami zakończyły się fiaskiem, podjęto rozmowy z Jeanem-Markiem Gounonem, który jednak miał zobowiązania na pierwszą część sezonu (starty w BMW w mistrzostwach samochodów turystycznych) i nie mógł wtedy startować w Simteku. Tuż przed rozpoczęciem sezonu zespół zdołał na pięć wyścigów podpisać kontrakt z drugim kierowcą, odnoszącym sukcesy w Japońskiej Formule 3000 debiutantem Rolandem Ratzenbergerem. W tej sytuacji Wirth był młodszy od obu kierowców swojego zespołu. Zapewniono sobie również wsparcie MTV Europe, wskutek czego zespół zmienił oficjalną nazwę na MTV Simtek Ford. Umowa z MTV oznaczała, że zespół miał wystarczająco pieniędzy, by wystartować w Formule 1, ale jednocześnie dysponował konserwatywnym samochodem, przestarzałymi silnikami i początkowo również manualną skrzynią biegów; w tej sytuacji kierownik zespołu, Charlie Moody, zachęcał członków Simteka, by traktowali sezon 1994 jako przygodę. Wydawało się także, że głównym celem zespołu będzie pokonanie drugiego debiutanta, Pacific Grand Prix.
Kwalifikacje do pierwszego wyścigu sezonu, o Grand Prix Brazylii, wygrał Ayrton Senna. Brabham stracił do Senny ponad pięć sekund, ponadto w kwalifikacjach okazał się gorszy od kierowcy Pacifika, Bertranda Gachota, mimo to zdołał zakwalifikować się do wyścigu na 26 pozycji. Ratzenberger natomiast uzyskał czas o prawie siedem sekund gorszy od Senny i kwalifikacje ukończył na 27 miejscu, wskutek czego nie zakwalifikował się do wyścigu. Wyścig Brabham ukończył ostatni, na 12 miejscu z czterema okrążeniami straty do zwycięzcy.

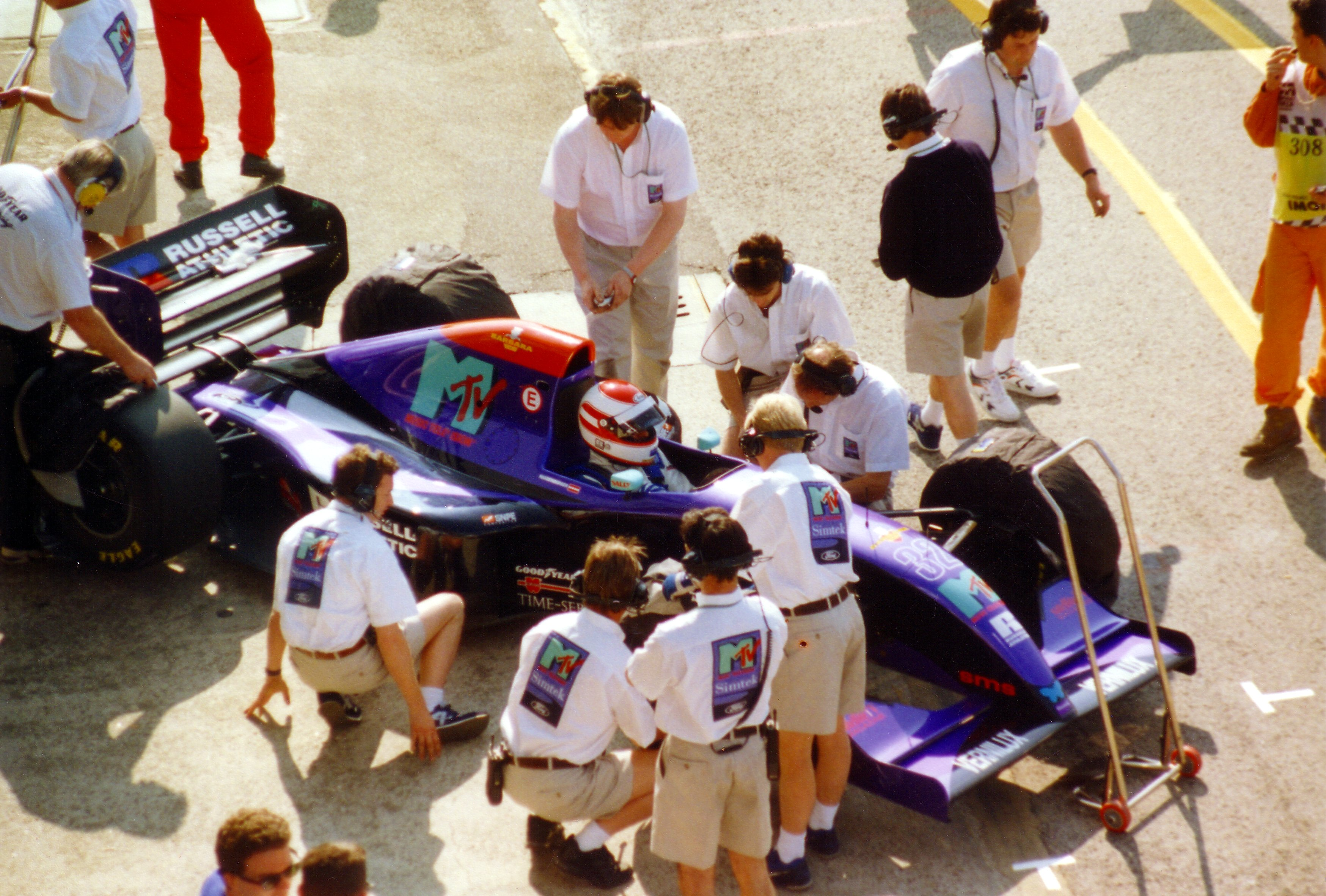
Roland Ratzenberger w Simteku S941 podczas Grand Prix San Marino 1994

Drugą eliminacją sezonu było Grand Prix Pacyfiku. Ponownie pole position zdobył Senna. Brabham zakwalifikował się na 25 miejscu, tracąc do Senny 4,5 sekundy. Po raz pierwszy do wyścigu zakwalifikował się Ratzenberger, do Brabhama tracąc 1,8 sekundy i mając 0,4 sekundy przewagi nad najszybszym kierowcą Pacifika, Bertrandem Gachotem. W wyścigu Brabham odpadł już na trzecim okrążeniu na skutek problemów z elektryką, a Ratzenberger dojechał do mety na ostatnim, 11 miejscu, z pięcioma okrążeniami straty.

Autodromo Enzo e Dino Ferrari (w układzie z 1992 roku) z zaznaczonym zakrętem Villeneuve, miejscem wypadku Rolanda Ratzenbergera

W trakcie sobotnich kwalifikacji do Grand Prix San Marino Ratzenberger na szykanie Acqua Minerale uszkodził przedni spojler. W osiemnastej minucie kwalifikacji, gdy Austriak postanowił przejechać pierwsze szybkie okrążenie, przed zakrętem Villeneuve spojler ten odłamał się, a samochód stracił docisk przedniej osi i przestał skręcać. Wskutek tego, nie mając kontroli nad samochodem, Ratzenberger wjechał w betonową ścianę przy prędkości 314,9 km/h. Samochód odbił się od ściany, i obracając się wokół własnej osi sunął przez kilkadziesiąt metrów, po czym zatrzymał się, a głowa Ratzenbergera bezwładnie opadła w dół. Na miejsce wypadku przybył Sid Watkins, po czym rozpoczęto masaż serca; po przywróceniu akcji serca zabrano Ratzenbergera do szpitala. Podczas transportu Ratzenberger doznał silnych krwotoków, przez co konieczna była natychmiastowa operacja. Ratzenbergera przetransportowano helikopterem do kliniki Maggiore w Bolonii, a niecałe 40 minut po wypadku wydano oświadczenie o jego śmierci. Był to pierwszy śmiertelny wypadek w Formule 1 od czasów Elio de Angelisa, który zginął podczas testów na torze Paul Ricard w 1986 roku.
Brabham postanowił wystartować w wyścigu (w kwalifikacjach zajął 24 miejsce z 5 sekundami straty do Senny), a swoją decyzję tłumaczył w następujący sposób:

Straciłem wczoraj bliskiego przyjaciela. Chociaż byliśmy partnerami zespołowymi przez zaledwie kilka tygodni, mieliśmy już razem dużo zabawy i mieliśmy wszelkie powody, by spodziewać się dobrego roku z zespołem Simtek. Jestem przekonany, że największym hołdem, jaki możemy oddać Rolandowi, jest ściganie się dzisiaj, stąd moja decyzja.

Wyścigu, podczas którego zginął Ayrton Senna, Brabham nie ukończył, ponieważ na 28 okrążeniu wypadł z toru.
W Grand Prix Monako Simtek wystawił tylko jeden samochód. Powodem takiej decyzji była chęć uczczenia Ratzenbergera oraz niemożność zbudowania drugiego samochodu na czas. Ponadto przez część sezonu ku czci zmarłego Ratzenbergera w górnej części samochodu, przy airboksie, umieszczono napis "For Roland". David Brabham po wypadku Karla Wendlingera oraz wycofaniu Heinza-Haralda Frentzena startował z 22 pozycji, mając w kwalifikacjach 1,4 sekundy przewagi nad Gachotem oraz 5,3 sekundy przewagi nad drugim kierowcą Pacific Grand Prix, Paulem Belmondo, natomiast do Michaela Schumachera tracąc 6,1 sekundy. Na 46 okrążeniu doszło jednak do wypadku i Australijczyk nie ukończył wyścigu.
Na Grand Prix Hiszpanii Simtek ponownie wystawił dwa samochody. Drugim kierowcą, obok Brabhama, został Andrea Montermini. Montermini w latach 1991–1992 był kierowcą testowym Ferrari, a w roku 1993 został testerem Benettona, nigdy jednak wcześniej nie startował w wyścigu Formuły 1. Podczas sobotnich kwalifikacji chory na grypę Montermini w trakcie swojego pierwszego szybkiego okrążenia, na ostatnim zakręcie, źle wjechał na krawężnik, stracił kontrolę nad pojazdem i przy dużej prędkości uderzył w barierę z opon, po czym samochód wrócił na tor i odbił się od ściany po przeciwległej stronie. Model S941 był kompletnie zniszczony, ale Montermini odniósł jedynie niewielkie obrażenia kostki i stopy. Brabham w kwalifikacjach do Schumachera stracił ponad 6 sekund, ale ponownie znalazł się przed oboma kierowcami Pacifika i startował z 24 miejsca. Wyścig Brabham ukończył na dziesiątym miejscu, z czterema okrążeniami straty do zwycięzcy.
Wypadek Monterminiego spowodował, że na Grand Prix Kanady niemożliwe było zbudowanie nowego samochodu i Simtek po raz drugi w sezonie startował w Grand Prix z jednym kierowcą. Brabham ponownie zakwalifikował się przed kierowcami Pacifika – na 25 miejscu, a do zdobywcy pole position, Michaela Schumachera, stracił 5,5 sekundy. Ponownie Brabham zdołał ukończyć wyścig – na 14 pozycji, tracąc do zwycięzcy cztery okrążenia.
Przed Grand Prix Francji do zespołu dołączył Jean-Marc Gounon. Gounon startował wcześniej w Formule 1 w dwóch Grand Prix sezonu 1993 w zespole Minardi. Według serwisu f1rejects.com po przybyciu Gounona do Simteka powróciło "poczucie normalności", zachwiane wypadkami Ratzenbergera i Monterminiego. Do wyścigu zakwalifikowali się zarówno Brabham (24 miejsce), jak i Gounon (26 pozycja). Brabham w kwalifikacjach okazał się lepszy od Oliviera Beretty z zespołu Larrousse, co oznaczało, że w kwalifikacjach kierowca Simteka po raz pierwszy bezpośrednio był szybszy od kierowcy innego zespołu niż Pacific. Wyścigu Brabham nie ukończył (awaria skrzyni biegów na 29 okrążeniu), ale Gounon zakończył wyścig na najwyższym dla Simteka, dziewiątym miejscu, tracąc do zwycięzcy cztery okrążenia.
W trakcie testów na torze Silverstone, przed Grand Prix Wielkiej Brytanii, Brabham popełnił błąd i rozbił samochód, ale nie odniósł obrażeń. W kwalifikacjach do Grand Prix Wielkiej Brytanii kierowcy Simteka ponownie okazali się szybsi od kierowców Pacifika – Brabham startował z 25, a Gounon z 26 pozycji. Po raz pierwszy w sezonie obaj kierowcy Simteka ukończyli wyścig – Brabham finiszował na 15 miejscu z trzema okrążeniami straty do zwycięzcy, a tuż za nim wyścig ukończył Gounon.
Do Grand Prix Niemiec kierowcy Simteka ponownie startowali z ostatniego rzędu, Brabham przed Gounonem. Brabham na 38 okrążeniu wycofał się z powodu usterki sprzęgła, a Gounon dwa okrążenia później na skutek awarii silnika. Obaj kierowcy przed wycofaniem się z wyścigu jechali na dziewiątej pozycji.
Kwalifikacje do Grand Prix Węgier Brabham ukończył na 23 miejscu, okazując się lepszym nie tylko od Gounona i kierowców Pacifika, ale również od Johnny'ego Herberta (Lotus) oraz Oliviera Beretty. Gounon ponownie kwalifikacje ukończył na ostatniej premiowanej startem w wyścigu, 26 pozycji. W wyścigu Brabham był jedenasty, z trzema okrążeniami straty. Gounon zakończył rywalizację po dziewięciu przejechanych okrążeniach, ponieważ miał problemy ze sterownością samochodu.
Kwalifikacje do Grand Prix Belgii były deszczowe, chociaż pod koniec drugiej części tor zaczął przesychać; w tej sytuacji niespodziewanie pierwsze pole startowe wywalczył Rubens Barrichello z zespołu Jordan. Brabham startował z 21 miejsca, okazując się lepszym od Érika Comasa (Larrousse), Ukyō Katayamy (Tyrrell), Christiana Fittipaldiego (Footwork), Jeana-Marka Gounona, Philippe'a Adamsa (Lotus) oraz kierowców Pacific Grand Prix, którzy się nie zakwalifikowali. Comas, który startował za Brabhamem, w trakcie poprzedniego Grand Prix powiedział, że jeżeli któryś kierowca Simteka będzie w kwalifikacjach lepszy od niego, to on celowo wycofa się z wyścigu. Brabham zakończył wyścig po 29 okrążeniach po tym jak stracił koło, natomiast Gounon zakończył Grand Prix Belgii na jedenastym miejscu.
Do wyścigu o Grand Prix Włoch kierowcy Simteka startowali z ostatniego rzędu, ale Gounon po raz pierwszy przed Brabhamem. Obaj kierowcy nie zdołali ukończyć zawodów: Gounon odpadł na 21 okrążeniu z powodu awarii skrzyni biegów, a Brabham – na 47 po tym, jak przebił oponę.
W kwalifikacjach do Grand Prix Portugalii Brabham był 24, a Gounon 26. Brabham, jadąc na 21 pozycji, na 36 okrążeniu miał kolizję z dublującym go, jadącym na trzecim miejscu Jeanem Alesim. Gounon był piętnasty, okazując się lepszym od Philippe'a Adamsa.
Po Grand Prix Portugalii Gounon odszedł z zespołu. Przez wzgląd na to, że sytuacja finansowa Simteka w trakcie sezonu pogarszała się, postanowiono zatrudnić kolejnego kierowcę płacącego za start, którym był debiutant Domenico Schiattarella. Sam Schiattarella nie płacił dużo za starty, ale zatrudnienie tego kierowcy spowodowało spory dopływ gotówki poprzez jego sponsorów.
W kwalifikacjach do Grand Prix Europy kierowcy Simteka startowali z ostatniego rzędu, Brabham przed Schiattarellą. W wyścigu Brabham odpadł na 43 okrążeniu z powodu awarii silnika, natomiast Schiattarella po ostrożnej jeździe dojechał do mety dziewiętnasty, tracąc pięć okrążeń do zwycięzcy.
Jako że Simtek ciągle potrzebował pieniędzy, w Grand Prix Japonii w miejsce Schiattarelli startował kolejny płacący za start kierowca, Taki Inoue, który również debiutował w Formule 1. W kwalifikacjach Brabham był 24, wyprzedzając debiutanta Mikę Salo z Lotusa oraz Inouego. Inoue do Brabhama stracił w kwalifikacjach prawie 3,5 sekundy. Podczas deszczowego wyścigu Inoue na czwartym okrążeniu miał wypadek i zakończył jazdę. Brabham ukończył zawody na jedenastym miejscu.
Na ostatnią eliminację sezonu 1994, Grand Prix Australii, do zespołu wrócił Schiattarella. Włoch w kwalifikacjach do wyścigu o Grand Prix Australii był 26. Brabham natomiast ukończył kwalifikacje na 24 miejscu, będąc lepszym jeszcze od Jeana-Denisa Délétraza w Larroussie. Obaj kierowcy Simteka nie ukończyli wyścigu: Schiattarella odpadł na 22 okrążeniu po awarii skrzyni biegów, a Brabham wycofał się z dalszej rywalizacji po przejechaniu 49 okrążeń z powodu uszkodzenia silnika Ford.
Simtek w sezonie 1994 nie zdobył ani punktu. Mimo to strona internetowa f1rejects.com podkreśla, że pomimo traumatycznego początku sezonu (śmierć Ratzenbergera, wypadek Monterminiego) Simtek wykazał się wielkim duchem walki, nie poddając się i podejmując dalszą rywalizację. Według tygodnika Autosport natomiast, Brabham był jednym z bohaterów sezonu 1994, ponieważ pomimo słabego samochodu Australijczyk podejmował walkę z Larrousse'ami i Lotusami, a czasami pokonywał kierowców tych zespołów, ponadto średnia pozycja startowa Brabhama wynosiła mniej niż 23.

### 1995

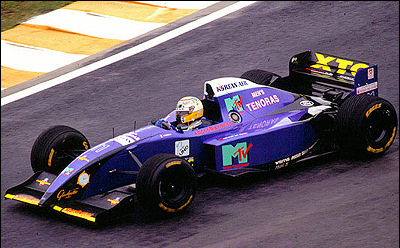
Simtek S951

Po zakończeniu sezonu 1994 MTV ograniczyło wsparcie finansowe dla Simteka, co spowodowało jeszcze większe problemy finansowe zespołu. MTV zamiast pieniędzmi płacił Simtekowi raczej swoim czasem antenowym, który z kolei Simtek sprzedawał swoim sponsorom, by pokazywali reklamy. Brabham odszedł z zespołu, dołączając do zespołu BMW w serii British Touring Car Championship. W grudniu 1994 roku kierowcą zespołu został Jos Verstappen. Holender zadebiutował w Formule 1 w sezonie 1994 w zespole Benetton, gdzie w 10 Grand Prix zdobył 10 punktów. Szef zespołu, Flavio Briatore, uważał jednak, że Verstappen popełnia zbyt dużo błędów. Jako że na sezon 1995 Simtek podpisał z Benettonem umowę na dostarczanie skrzyń biegów produkcji brytyjsko-włoskiego konstruktora, Briatore uznał, że Simtek nie będzie musiał płacić za skrzynie biegów, jeśli przyjmie Verstappena, który miał przez to nabrać doświadczenia. Drugim kierowcą w pierwszej części sezonu miał być Schiattarella, natomiast na drugą część sezonu miał go zastąpić Hideki Noda, co miało zapewnić stały dopływ gotówki do zespołu.
Na kolejny sezon startów zespół przygotował bolid o oznaczeniu S951. Model ten był rozwinięciem Simteka S941 i był stosunkowo prostą konstrukcją, ale według Verstappena prowadził się łatwo, jak gokart, co zachęcało go do szybkiej jazdy. Silniki Ford HB zastąpiono jednostkami ED, które rozwijały do 600 KM mocy.
Na początku sezonu 1995 startowało 13 zespołów, co oznaczało, że każdy kierowca na pewno się zakwalifikuje. W kwalifikacjach pierwszego wyścigu sezonu, o Grand Prix Brazylii, Verstappen uzyskał 24, a Schiattarella 26 czas. Wyścigu obaj kierowcy nie ukończyli, Schiattarella wycofał się na 13 okrążeniu wskutek awarii układu kierowniczego, a Verstappen cztery okrążenia później po awarii skrzyni biegów.
Deszczowe kwalifikacje do Grand Prix Argentyny Verstappen ukończył na najlepszym w historii Simteka, 14 miejscu. Schiattarella natomiast był 20. W wyścigu Verstappen wystartował bardzo dobrze i przed pierwszą serią pit-stopów jechał na punktowanym, szóstym miejscu po tym, gdy stoczył walkę z Gerhardem Bergerem z Ferrari. Jednakże pit-stop Verstappena trwał ponad 25 sekund ze względu na to, że zespół nie dysponował szybkim systemem zmiany kół. Na następnym, 24 okrążeniu Verstappen odpadł z powodu awarii skrzyni biegów. Schiattarella natomiast do mety dotarł na ostatnim, dziewiątym miejscu, tracąc do zwycięzcy cztery okrążenia.
W kwalifikacjach do Grand Prix San Marino Verstappen był 17, a Schiattarella 23. Na 15 okrążeniu wyścigu Verstappenowi zepsuła się skrzynia biegów, a na 36 okrążeniu w samochodzie Schiattarelli awarii uległo zawieszenie, więc żaden z kierowców Simteka nie ukończył rywalizacji.
Do wyścigu o Grand Prix Hiszpanii Verstappen startował z 16, a Schiattarella z 22 miejsca. Wyścig Verstappen ukończył jako dwunasty, a Schiattarella – jako piętnasty.

### Upadek
Przed Grand Prix Monako Nick Wirth ujawnił, że w ciągu osiemnastu miesięcy istnienia zespół zadłużył się na sześć milionów funtów szterlingów, który to dług powstał między innymi wskutek niewywiązania się z umów niektórych sponsorów oraz sfałszowanych przelewów bankowych. Wirth podjął rozmowy z potencjalnymi inwestorami (wśród których wymienia się między innymi Toma Walkinshawa, Davida Richardsa, Davida Spearsa oraz Josa Verstappena), ale negocjacje zakończyły się fiaskiem. Sytuację pogarszał fakt, że główny sponsor Hideki Nody, Men's Tenoras, przestał być wypłacalny wskutek trzęsienia ziemi w Kobe. Ponadto problemy z wypłacalnością miał inny sponsor Simteka, XTC.
W związku z pogłębiającym się kryzysem finansowym w zespole Simtek przywiózł na Grand Prix Monako tylko trzy skrzynie biegów, które w dodatku sprawiały problemy. W kwalifikacjach Schiattarella był 20, a mający nieustanne problemy ze skrzynią biegów Verstappen – 23. Żaden z kierowców nie zdołał przejechać ani okrążenia: Schiattarella na pierwszym okrążeniu miał wypadek, po czym podczas powtórzonego startu Verstappenowi zepsuła się skrzynia biegów.
Po Grand Prix Monako zespół MTV Simtek Ford został rozwiązany, a 48 pracowników straciło pracę. By choć trochę zredukować zadłużenie, Wirth wystawił niektóre aktywa zespołu na aukcję. Samochód Verstappena został sprzedany za 18 tysięcy funtów, a Schiattarelli – za szesnaście tysięcy. Dwa modele S941 zostały sprzedane po mniej niż dziesięć tysięcy funtów za sztukę. Transporter Simteka za 48 tysięcy funtów nabył prywatny zespół ścigający się w serii British Touring Car Championship. Tzw. pit boardy (tablice ukazujące kierowcy jego przewagę oraz stratę do najbliższych konkurentów) zostały sprzedane za około sto funtów każdy, a balaklawa Verstappena za 14 funtów. Rower górski, który Ratzenberger podarował zespołowi w Brazylii w podzięce za możliwość debiutu w Formule 1, sprzedano za 420 funtów.
Upadek zespołu Formuły 1 spowodował, że również Simtek Research zadeklarował upadłość.
Nick Wirth po upadku Simteka dołączył do Benettona, skąd odszedł w 1999 roku.
Modele S951 w 2007 roku ścigały się w serii EuroBOSS, a ich kierowcami byli Paul Smith i Peter Alexander.

## Wyniki w Formule 1
| Legenda oznaczeń w tabelach wyników Wyświetl szablon na nowej stronie | Legenda oznaczeń w tabelach wyników Wyświetl szablon na nowej stronie                                                                     |
| Oznaczenie                                                            | Wyjaśnienie |
| --------------------------------------------------------------------- | --- |
| Złoty                                                                 | Zwycięzca lub mistrzostwo |
| Srebrny                                                               | 2. miejsce lub wicemistrzostwo |
| Brązowy                                                               | 3. miejsce lub II wicemistrzostwo |
| Zielony                                                               | Ukończył, punktował (w klasyfikacji generalnej, gdy zdobył co najmniej jeden punkt na przestrzeni sezonu, poza trzema powyższymi opcjami) |
| Niebieski                                                             | Ukończył, nie punktował (w klasyfikacji generalnej, gdy nie zdobył co najmniej jednego punktu na przestrzeni sezonu)                      |
| Czerwony                                                              | Nie zakwalifikował się (NZ) |
| Czerwony                                                              | Nie prekwalifikował się (NPK) |
| Różowy                                                                | Nie ukończył (NU) |
| Różowy                                                                | Niesklasyfikowany (NS) (w klasyfikacji generalnej, gdy nie został sklasyfikowany w żadnym wyścigu sezonu)                                 |
| Czarny                                                                | Zdyskwalifikowany (DK) |
| Czarny                                                                | Wykluczony (WYK/EX) |
| Biały                                                                 | Nie wystartował (NW) |
| Biały                                                                 | Kontuzjowany (K/INJ) |
| Biały                                                                 | Wyścig odwołany (OD/C) |
| Bez koloru                                                            | Został wycofany (WYC/WD) |
| Bez koloru                                                            | Nie przybył (NP/DNA) |
| Bez koloru                                                            | Nie brał udziału w treningach (NT/DNP) |
| Bez koloru                                                            | Nie został zgłoszony (–) |
| Pogrubienie                                                           | Start z pole position |
| Kursywa                                                               | Najszybsze okrążenie wyścigu |
| †                                                                     | Nie ukończył, ale jego rezultat został zaliczony ze względu na przejechanie więcej niż 90% dystansu wyścigu.                              |
| *                                                                     | Sezon w trakcie |
| 1/2/3                                                                 | Punktowana pozycja w sprincie kwalifikacyjnym                                                                                             |
| Lista systemów punktacji Formuły 1                                    | |

| Sezon | Zespół          | Silnik | Kierowcy               | Wyniki w poszczególnych eliminacjach | Wyniki w poszczególnych eliminacjach | Wyniki w poszczególnych eliminacjach | Wyniki w poszczególnych eliminacjach | Wyniki w poszczególnych eliminacjach | Wyniki w poszczególnych eliminacjach | Wyniki w poszczególnych eliminacjach | Wyniki w poszczególnych eliminacjach | Wyniki w poszczególnych eliminacjach | Wyniki w poszczególnych eliminacjach | Wyniki w poszczególnych eliminacjach | Wyniki w poszczególnych eliminacjach | Wyniki w poszczególnych eliminacjach | Wyniki w poszczególnych eliminacjach | Wyniki w poszczególnych eliminacjach | Wyniki w poszczególnych eliminacjach | Wyniki w poszczególnych eliminacjach | Wyniki kierowców | Wyniki kierowców | Wyniki konstruktora | Wyniki konstruktora |
| ----- | --------------- | ------ | ---------------------- | ------------------------------------ | ------------------------------------ | ------------------------------------ | ------------------------------------ | ------------------------------------ | ------------------------------------ | ------------------------------------ | ------------------------------------ | ------------------------------------ | ------------------------------------ | ------------------------------------ | ------------------------------------ | ------------------------------------ | ------------------------------------ | ------------------------------------ | ------------------------------------ | ------------------------------------ | ---------------- | ---------------- | ------------------- | ------------------- |
| 1994  |                 |        |                        | BRA                                  | PAC                                  | SMR                                  | MCO                                  | ESP                                  | CAN                                  | FRA                                  | GBR                                  | DEU                                  | HUN                                  | BEL                                  | ITA                                  | POR                                  | EUR                                  | JPN                                  | AUS                                  |                                      | Punkty           | Pozycja          | Punkty              | Pozycja             |
| 1994  | MTV Simtek Ford | Ford   | David Brabham          | 12                                   | NU                                   | NU                                   | NU                                   | 10                                   | 14                                   | NU                                   | 15                                   | NU                                   | 11                                   | NU                                   | NU                                   | NU                                   | NU                                   | 12                                   | NU                                   |                                      | 0                | 31               | 0                   | 13                  |
| 1994  | MTV Simtek Ford | Ford   | Roland Ratzenberger    | NZ                                   | 11                                   | NW                                   | -                                    | -                                    | -                                    | -                                    | -                                    | -                                    | -                                    | -                                    | -                                    | -                                    | -                                    | -                                    | -                                    |                                      | 0                | 33               | 0                   | 13                  |
| 1994  | MTV Simtek Ford | Ford   | Andrea Montermini      | -                                    | -                                    | -                                    | -                                    | NZ                                   | -                                    | -                                    | -                                    | -                                    | -                                    | -                                    | -                                    | -                                    | -                                    | -                                    | -                                    |                                      | 0                | NS               | 0                   | 13                  |
| 1994  | MTV Simtek Ford | Ford   | Jean-Marc Gounon       | -                                    | -                                    | -                                    | -                                    | -                                    | -                                    | 9                                    | 16                                   | NU                                   | NU                                   | 11                                   | NU                                   | 15                                   | -                                    | -                                    | -                                    |                                      | 0                | 29               | 0                   | 13                  |
| 1994  | MTV Simtek Ford | Ford   | Domenico Schiattarella | -                                    | -                                    | -                                    | -                                    | -                                    | -                                    | -                                    | -                                    | -                                    | -                                    | -                                    | -                                    | -                                    | 19                                   | -                                    | NU                                   |                                      | 0                | 37               | 0                   | 13                  |
| 1994  | MTV Simtek Ford | Ford   | Taki Inoue             | -                                    | -                                    | -                                    | -                                    | -                                    | -                                    | -                                    | -                                    | -                                    | -                                    | -                                    | -                                    | -                                    | -                                    | NU                                   | -                                    |                                      | 0                | NS               | 0                   | 13                  |
| 1995  |                 |        |                        | BRA                                  | ARG                                  | SMR                                  | ESP                                  | MCO                                  | CAN                                  | FRA                                  | GBR                                  | DEU                                  | HUN                                  | BEL                                  | ITA                                  | POR                                  | EUR                                  | PAC                                  | JPN                                  | AUS                                  | Punkty           | Pozycja          | Punkty              | Pozycja             |
| 1995  | MTV Simtek Ford | Ford   | Domenico Schiattarella | NU                                   | 9                                    | NU                                   | 15                                   | NW                                   | -                                    | -                                    | -                                    | -                                    | -                                    | -                                    | -                                    | -                                    | -                                    | -                                    | -                                    | -                                    | 0                | 27               | 0                   | 13                  |
| 1995  | MTV Simtek Ford | Ford   | Jos Verstappen         | NU                                   | NU                                   | NU                                   | 12                                   | NU                                   | -                                    | -                                    | -                                    | -                                    | -                                    | -                                    | -                                    | -                                    | -                                    | -                                    | -                                    | -                                    | 0                | 31               | 0                   | 13                  |

## Statystyki
| Sezon | Zespół          | Konstruktor | Zgłoszenia | GP | PKT | P. | P1 | P2 | P3 | Punkt. | PP | NO | NS | DK | NZ |
| --- | --------------- | ----------- | ---------- | -- | --- | -- | -- | -- | -- | ------ | -- | -- | -- | -- | -- |
| 1994 | MTV Simtek Ford | Simtek-Ford | 30         | 16 | -   | -  | -  | -  | -  | -      | -  | -  | 15 | -  | 2  |
| 1995 | MTV Simtek Ford | Simtek-Ford | 10         | 5  | -   | -  | -  | -  | -  | -      | -  | -  | 6  | -  | -  |
| Razem | 1               | 1           | 40         | 21 | -   | -  | -  | -  | -  | -      | -  | -  | 21 | -  | 2  |
| Sezon | Zespół          | Konstruktor | Zgłoszenia | GP | PKT | P. | P1 | P2 | P3 | Punkt. | PP | NO | NS | DK | NZ |
| Zgłoszenia - starty wszystkich samochodów; GP - zaliczone Grand Prix; P. - pozycja końcowa; P1, P2, P3 - pozycje na podium; Punkt. - punktował; PP - pole position; NO - najszybsze okrążenia; NS - niesklasyfikowany; DK - dyskwalifikacje; NZ - nie zakwalifikował się |                 |             |            |    |     |    |    |    |    |        |    |    |    |    |    |

## Podsumowanie
| Ważne wyścigi     | Ważne wyścigi                                                        |
| ----------------- | -------------------------------------------------------------------- |
| Debiut            | Grand Prix Brazylii 1994 (#1, David Brabham, Roland Ratzenberger)    |
| Ostatni           | Grand Prix Monako 1995 (#21, Domenico Schiattarella, Jos Verstappen) |
| Najwyższe pozycje |                                                                      |
| Kwalifikacje      | 14                                                                   |
| Wyścig            | 9                                                                    |
| Inne              |                                                                      |
| Kierowca testowy  | Hideki Noda                                                          |

## Kierowcy
|     | Kierowca               | Sezony    | Starty | PP | Wygrane | MŚ | Zespół    |
| --- | ---------------------- | --------- | ------ | -- | ------- | -- | --------- |
| AUS | David Brabham          | 1994      | 16     | 0  | 0       |    | fabryczny |
| AUT | Roland Ratzenberger    | 1994      | 3      | 0  | 0       |    | fabryczny |
| ITA | Andrea Montermini      | 1994      | 1      | 0  | 0       |    | fabryczny |
| FRA | Jean-Marc Gounon       | 1994      | 7      | 0  | 0       |    | fabryczny |
| ITA | Domenico Schiattarella | 1994–1995 | 7      | 0  | 0       |    | fabryczny |
| JPN | Taki Inoue             | 1994      | 1      | 0  | 0       |    | fabryczny |
| NLD | Jos Verstappen         | 1995      | 5      | 0  | 0       |    | fabryczny |

## Informacje techniczne
| Sezon | Zespół          | Podwozie    | Silnik (Typ)    | Opony    |
| ----- | --------------- | ----------- | --------------- | -------- |
| 1994  | MTV Simtek Ford | Simtek S941 | Ford HB 3,5l V8 | Goodyear |
| 1995  | MTV Simtek Ford | Simtek S951 | Ford ED 3,0l V8 | Goodyear |
| Razem | 1               | 2           | 2               | 1        |
| Sezon | Zespół          | Podwozie    | Silnik (Typ)    | Opony    |